# Saniyya Sidney
Saniyya Sidney (Los Ángeles, California, Estados Unidos, 30 de octubre de 2006) es una actriz estadounidense de cine y televisión. Hizo su debut en la miniserie Roots del canal History en 2016, y es conocida por sus trabajos en las películas nominadas al Oscar Hidden Figures (2016) y Fences (2016). En 2021 interpretó a Venus Williams en la película King Richard.

## Vida personal
Saniyya nació en Los Ángeles, California. Su madre es nativa de Atlanta y tiene dos hermanos, Tremaine Michelle y Cameron Sidney.

## Carrera
Sidney comenzó a actuar en 2012, protagonizando un papel secundario como Amity en el cortometraje de terror The Babysitters. Luego hizo una aparición especial como Kizzy Waller en la miniserie Roots, y pronto fue elegida para la serie de televisión de terror American Horror Story: Roanoke en el papel recurrente de Flora Harris, que fue su gran papel. Ambos se interpretaron en 2016.
Luego protagonizó la película dramática de época Fences como Raynell Maxson, y también protagonizó la película dramática biográfica Hidden Figures como Constance Johnson, las cuales se estrenaron en diciembre de 2016. Las películas fueron aclamadas por la crítica, y la película anterior le valió nominaciones para el Critics' Choice Movie Awards por Mejor Reparto de Actuación y el Screen Actors Guild Award por Actuación sobresaliente de un elenco en una película.
Sidney luego protagonizó la película de superhéroes Fast Color como Lila, la hija de Ruth, que tuvo su estreno mundial en el festival de cine South by Southwest el 10 de marzo de 2018. La película se estrenó en cines al año siguiente. En enero de 2019, Sidney interpretó el papel principal de Amy Bellafonte en la serie de Fox The Passage, cuya actuación fue aclamada por la crítica, pero la serie fue cancelada después de su primera temporada. En el mismo año, interpretó a Riley en el especial de comedia de Netflix Kevin Hart's Guide to Black History, que fue lanzado en febrero.
En 2021 apareció en la película dramática biográfica de 2021 King Richard como la tenista Venus Williams, una de las hijas de Richard Williams, interpretado por Will Smith. Ella nunca había jugado al tenis antes de aceptar el papel y aprendió a jugar al estilo de Venus, incluso jugando con la mano derecha cuando Sidney es zurda. Obtuvo elogios de la crítica por el papel, y la revista Variety la elogió por «manejar las dimensiones dramáticas y atléticas de sus personajes en un lapso de aproximadamente tres años». Recibió varios premios por su actuación, incluyendo nominaciones para el Premio Black Reel a la Mejor Interpretación Revelación y al Premio de la Crítica Cinematográfica al mejor intérprete joven.
Sidney aparecerá en la serie The First Lady del canal Showtime interpretando a Sasha Obama, hija del expresidente de los Estados Unidos Barack Obama. En enero de 2022, Sidney fue seleccionada para interpretar a Claudette Colvin en la película dramática Spark, dirigida por el actor Anthony Mackie, en su debut como director.

## Filmografía

### Cine
| Año  | Título                              | Rol               | Director(a)           |
| ---- | ----------------------------------- | ----------------- | --------------------- |
| 2016 | Fences                              | Raynell Maxson    | Denzel Washington     |
| 2016 | Hidden Figures                      | Constance Johnson | Theodore Melfi        |
| 2018 | Fast Color                          | Lila              | Julia Hart            |
| 2019 | Kevin Hart's Guide to Black History | Riley             | Tom Stern             |
| 2021 | King Richard                        | Venus Williams    | Reinaldo Marcus Green |

### Televisión
| Año  | Título                         | Rol            | Notas                             |
| ---- | ------------------------------ | -------------- | --------------------------------- |
| 2016 | Roots                          | Kizzy Waller   | 1 episodio                        |
| 2016 | American Horror Story: Roanoke | Flora Harris   | 4 episodios                       |
| 2019 | The Passage                    | Amy Bellafonte | 10 episodios; personaje principal |
| 2022 | The First Lady                 | Sasha Obama    |                                   |

### Cortometrajes
- (2012) The Babysitters